# فنتون (آیووا)
فنتون (به انگلیسی: Fenton) شهری در ایالت آیووا کشور ایالات متحده آمریکا است که جمعیت آن در سرشماری سال ۲۰۱۰ میلادی، ۲۷۹ نفر بوده‌است.